# Vladimir Zworykin
Vladimir Kosma Zworykin (Russisch: Владимир Козьмич Зворыкин; Vladimir Kozmitsj Zvorykin) (Moerom, 30 juli 1889 – Princeton (New Jersey), 29 juli 1982) was een Russisch-Amerikaans uitvinder, ingenieur en pionier op het gebied van de televisietechnologie. Hij vond een televisiezend- en ontvangstsysteem uit, gebaseerd op de kathodestraalbuis. Daarbij speelde hij een grote rol bij de praktische ontwikkeling van televisie in de Verenigde Staten begin jaren dertig van de twintigste eeuw. Samen met James Hiller werkte hij ook aan de vroege ontwikkeling van de elektronenmicroscoop.
Vele biografen noemen hem de vader van de (elektronische) televisie, hoewel er grote discussies bestaan over deze benoeming.

## Biografie
Zworykin werd geboren te Moerom, Russisch Keizerrijk in 1889. Hij groeide op in een middenklasse familie : zijn vader Kosma A. Zworykin was een rijke handelaar, zijn moeder Elaine Zworykin was een verre nicht van haar man. Vladimir kreeg een goede opvoeding, maar zag zijn vader nauwelijks, meestal enkel bij religieuze feestdagen. Hij studeerde aan het Instituut van Technologie in Sint-Petersburg, onder professor Boris Rosing, waar hij in 1912 zijn ingenieursgraad behaalde.
Volgens recente ontdekkingen heeft Zworykin geholpen aan het experimentieel werk aan de televisie in het laboratorium van Rosing van de Artillerie school te Sint-Petersburg. Rosing verkreeg hiermee zijn eerste patent op het systeem televisie in 1907. Dit was een patent op de vroege ontwikkeling van de kathodestraalbuis van de Duitse natuurkundige Ferdinand Braun. De eerste bestaande demonstratie van de televisie werd gehouden door Rosing in 1911.

### Eerste Wereldoorlog
Tijdens de Eerste Wereldoorlog diende Zworykin in het Russische leger als officier van het verbindingscorps. Daarna verkreeg hij een plaats in het Russische Marconi Wireless bedrijf, waar radiomateriaal werd getest dat geproduceerd werd voor het Russische leger. Zworykin besloot Rusland te ontvluchten naar de Verenigde Staten tijdens de Russische Revolutie in 1918, nadat hij had vernomen dat hij werd gezocht door de Tsjeka. Hij kon vluchten via Siberië, waar hij op expeditie meeging naar de Noordelijke IJszee onder leiding van de Russische wetenschapper Innokenti Tolmatsjev. Hij keerde terug naar Omsk, toen de hoofdstad van Aleksandr Koltsjaks overheid in 1919. Hij diende in het Witte Leger dat de communisten bevocht. Zijn diensten eindigden met het verval van Koltsjaks overheid. Op dat moment besloot hij zich permanent te vestigen in de Verenigde Staten, om in 1924 Amerikaans staatsburger te worden.

### Leven in de Verenigde Staten
In de Verenigde Staten vond Zworykin werk in de laboratoria van Westinghouse Electric & Manufacturing Company in Pittsburgh (Pennsylvania). Naast zijn werk als radiotechnicus kreeg hij binnen Westinghouse de kans zijn televisie-experimenten voort te zetten. Terwijl hij werkzaam was bij dit bedrijf, studeerde hij in de avonduren aan de Universiteit van Pittsburgh die in 1926 afsloot met een doctoraat in de natuurkunde. Zijn proefschrift over foto-elektrische cellen werd later een van de zes boeken die hij co-auteurde.
Zijn televisieonderzoek bij Westinghouse vatte hij samen in twee patenten. Het eerste, "Television Systems" genaamd, werd genoteerd op 29 december 1923. Kort daarna volgde zijn tweede patent: het was een verbetering op zijn eerste systeem en bevatte tevens een eerste beschrijving van kleurentransmissie. Beide patenten werden echter nooit toegekend en de daarin beschreven toestellen heeft hij nooit met succes gedemonstreerd. Vanwege de hoge ontwikkelingskosten toonde Westinghouse weinig interesse om een commercieel werkend model te maken.
Op 28 november 1929, op een bijeenkomst van IRE-radiotechnici in Rochester, gaf Zworykin een lezing met een demonstratie van een nieuw type televisieontvanger, die hij kinescoop noemde.

### Radio Corporation of America
Bij deze bijeenkomst was ook een ander immigrant uit Rusland aanwezig, David Sarnoff, vicepresident van de Radio Corporation of America (RCA). Sarnoff was zo onder de indruk van Zworykin en zijn televisie-ideeën dat hij hem van Westinghouse overnam. Binnen enkele maanden was hij door Sarnoff benoemd tot hoofd van het nieuwe elektronica onderzoekscentrum in Camden (New Jersey). In tegenstelling tot Westinghouse kreeg hij van RCA wel de vrije hand om de ontwikkeling van de televisie voort te zetten. Via diverse promoties wist hij in 1947 op te klimmen tot de positie van vicedirecteur van RCA, een functie die hij behield tot aan zijn pensionering in 1954.
Vanaf zijn pensionering tot 1962 was hij directeur medisch onderzoek aan het Medical Electronic Center van het Rockefeller Institute for Medical Research (huidig Rockefeller University). Daarnaast gaf hij diverse gastcolleges in binnen- en buitenland.

### Familie
Zworykin trad in 1915 in het huwelijk met Tatiana Vasilieff, die hij voor het eerst ontmoette tijdens zijn diensttijd. Hoewel ze een moeilijk huwelijk hadden, kregen ze toch twee kinderen. Na zijn scheiding hertrouwde hij in 1951 met Katherine Polevitzky, een Russische professor bacteriologie aan de universiteit van Pennsylvania en weduwe van de voormalig burgemeerster van Moermansk. Het was voor beiden hun tweede huwelijk. De ceremonie werd gehouden in Burlington, New Jersey.
Hij overleed één dag voor zijn 93ste verjaardag in zijn woonplaats Princeton, New Jersey.

## Televisie

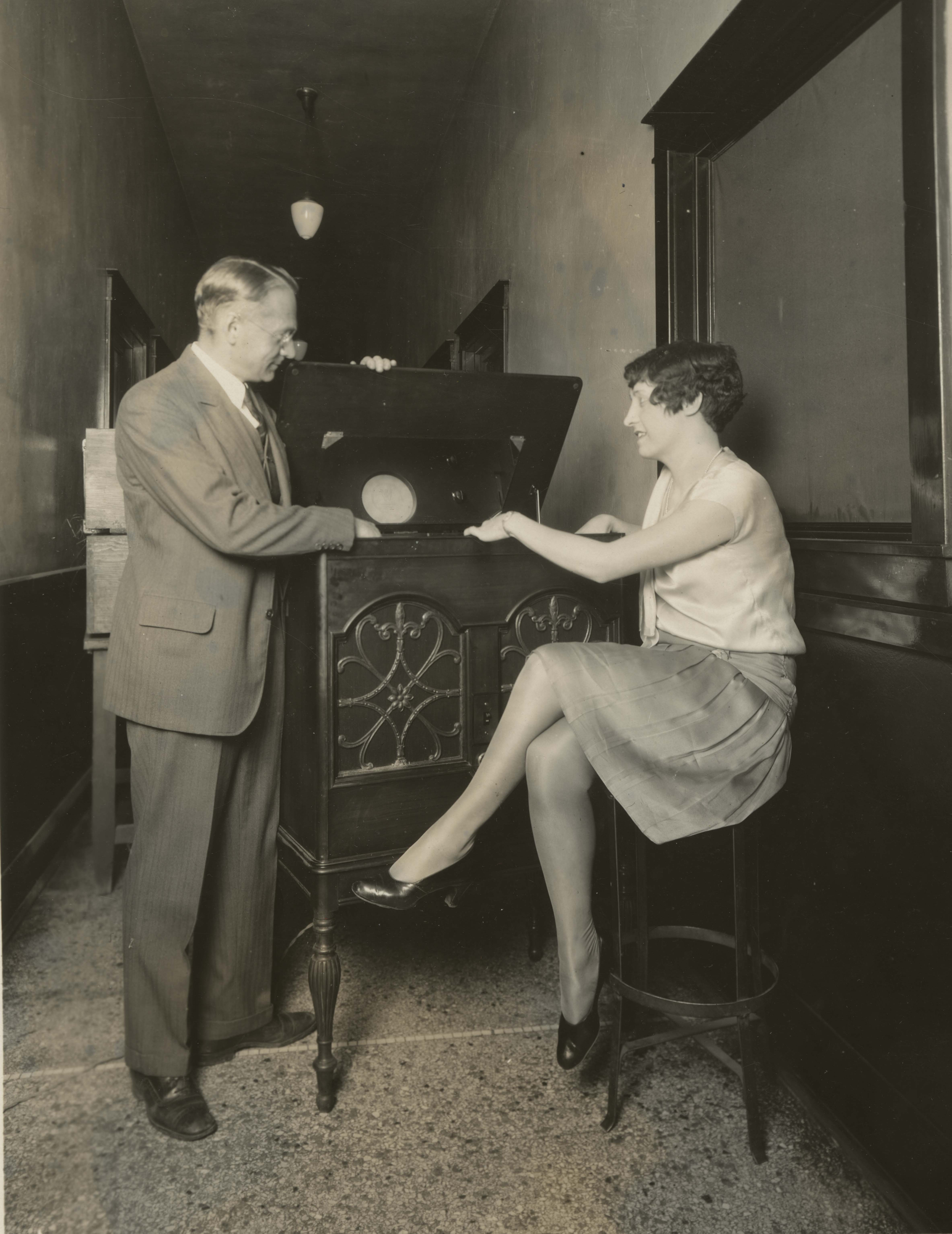
Vladimir Zworykin en Mildred Birt voor een kinescoop (1929)

In het laboratorium van RCA begon Zworykin aan de moeilijke taak een betrouwbaar televisiesysteem te ontwikkelen. Tijdens een interne evaluatie, midden 1930, bleek dat zijn kinescoop het uitstekend deed (hoewel beperkt tot 80 lijnen), maar dat gold niet voor zijn zender die nog steeds van het mechanisch type was. Een doorbraak kwam pas toen Zworykins team besloot om een nieuw type kathodebuiszender te ontwikkelen op basis van Franse en Britse patenten uit 1928 van de Hongaarse uitvinder Kálmán Tihanyi.
In tegenstelling tot de televisie-beeldontleder van de Amerikaan Philo Farnsworth was het ontwerp van Tihanyi gebaseerd op "ladingopslag". Hierbij wordt gebruikgemaakt van een lichtgevoelig scherm dat het beeld vasthoudt totdat de aftastende elektronenstraal deze heeft afgelezen.
Niet in 1923, maar volgens biograaf Albert Abramson pas in 1931, startte Zworykin zijn eerste experimenten met de volledige elektronische televisiecamera. Nadat op 23 oktober 1931 de eerste veelbelovende resultaten werden behaald, werd besloten dat de nieuwe camerabuis de naam 'iconoscoop' zou krijgen. In 1934 was het systeem klaar om getest te worden. In 1935 werd de iconoscoop geïntroduceerd in Duitsland. Het systeem werd daar dadelijk geproduceerd met toevoeging van sommige verbeteringen. Het beeld werd succesvol toegepast in 1936 op de Berlijnse Olympische Spelen. De beelden van de spelen werden verzonden naar tweehonderd publieke theaters.
Met de uitwisseling van patenten werden in 1936 de eerste elektronische tv-uitzendingen in Engeland gemaakt. Dit werd tegelijkertijd gedaan in test met een ander systeem, het Baird-systeem. De televisie-uitzendingen werden gestart door de Britse BBC in november 1936. Het Britse Marconi-EMI elektronische systeem had 405 beeldlijnen (lijnensprong; interlinie), Baird 240 ( direct ontwikkelde film afgetast door Nipkowschijf 240 lijnen progressief) terwijl de Duitse 441 beeldlijnen had. Het vroeg ontwikkelde RCA-model had een definitie van 375 lijnen. De BBC bleef met 405 uitzenden met een onderbreking voor de Tweede Wereldoorlog tot aan 1980.

## Erkenning
Vanwege zijn langdurige carrière bij RCA was Zworykin betrokken bij de vele belangrijke ontwikkelingen binnen het bedrijf. Ten tijde van zijn overlijden bezat hij meer dan 120 patenten en ontving hij vele prijzen, waaronder de Rumford-Prijs (1941), de Faraday Medal (1965) en de National Medal of Science (1967) uitgereikt door president Lyndon Johnson.
Van het American Institute of Electrical Engineers (AIEE) ontving hij de Lamme Medal (1948) en de IEEE Edison Medal (1952). In 1951 werd hij onderscheiden met de (IRE) IEEE Medal of Honor: "Voor zijn buitengewone bijdragen aan het principe en ontwikkeling van elektronicatoestellen als basis van de moderne televisie. En voor zijn wetenschappelijke prestaties die leidde tot fundamentele vorderingen in de toepassing van elektronica in communicatie, de industrie en in de nationale veiligheid."
Hij werd in de New Jersey Inventors Hall of Fame geïntroduceerd en de National Inventors Hall of Fame.

## Visie op televisie
Hoewel hij trots was op de technologie van zijn uitvinding, keek hijzelf heel weinig naar zijn 27 inch televisietoestel vanwege het geweld en de zinloze programma’s die de netwerken regelmatig uitzonden.
I hate what they've done to my child... I would never let my own children watch it.— Vladimir Zworykins zijn woorden over de televisie
- Bibsys: 6040582
- Bibliothèque nationale de France: cb12509750z (data)
- CiNii: DA04293272
- Gemeinsame Normdatei: 119281856
- International Standard Name Identifier: 0000 0001 1804 0324
- Library of Congress Control Number: n87111709
- Nationale Bibliotheek van Letland: 000318145
- MusicBrainz: ac420e02-423e-4fc1-930e-093ef831b308
- Nationale Bibliotheek van Tsjechië: jn20030901039
- Nationale Bibliotheek van Israël: 987007299175105171
- Nationale Bibliotheek van Polen: a0000002196021
- Nederlandse Thesaurus van Auteursnamen: 074056190
- Réseau des bibliothèques de Suisse occidentale: 02-A000182851
- LIBRIS: 378971
- SNAC: w67n2w4v
- Système universitaire de documentation: 112904211
- Virtual International Authority File: 32361230
- WorldCat: E39PBJtH7FDDtWgpRHcrg8Rh73